# Noam Yaacov
Noam Yaacov (in ebraico נועם יעקוב‎?; Virum, 5 maggio 2004) è un cestista danese con cittadinanza israeliana.

## Carriera

### Nazionale
Nel 2023 ha vinto la medaglia d'argento agli Europei Under-20, disputati in Grecia, venendo anche incluso nel miglior quintetto della manifestazione.

## Palmarès
- Coppa di Israele: 1

Hapoel Gerusalemme: 2023
- Eurocup: 1

Hapoel Tel Aviv: 2024-2025